# Freirina
Freirina ist eine Stadt und Gemeinde in der Provinz Huasco in der Región de Atacama in Chile. Bei der Volkszählung im Jahr 2017 hatte sie 7041 Einwohner. Die Gemeinde erstreckt sich über eine Fläche von 3577,7 km².
Im Jahr 2018 betrug die Zahl der in Freirina registrierten Unternehmen 51.

## Geschichte
Freirina wurde am 20. Oktober 1752 unter der Regierung des Spaniers Domingo Ortiz de Rozas unter dem Namen Asiento de Santa Rosa del Guasco gegründet. Am 8. April 1824 wurde ihr zu Ehren des damaligen Oberdirektors, General Ramón Freire y Serrano, der Titel Stadt Freirina verliehen. Im Jahr 1876 wurde es ein Departement und ab 1870 eine Gemeinde.
Mit der Gründung der historischen Provinz Coquimbo wurde es Leiter der Huasco-Delegation, die mit der Verfassung von 1833 zum Departement Freirina wurde. Im Jahr 1843 wurde die ehemalige Provinz Atacama gegründet, der sie angehörte. Der Stadttitel wurde ihr am 17. Januar 1874 verliehen.

## Bevölkerung
Laut der Volkszählung des Nationalen Statistikinstituts von 2002 hatte Freirina 5666 Einwohner. Davon lebten 3469 (61,2 %) in städtischen Gebieten und 2107 (38,8 %) in ländlichen Gebieten. Damals gab es 2800 Männer und 2866 Frauen. Die Bevölkerung wuchs zwischen den Volkszählungen 1992 und 2002 um 8,5 % (445 Personen). Im Jahr 2017 zählte man 7041 Personen.

## Orte
Die Gemeinde Freirina beherbergt die gleichnamige Stadt sowie die folgenden Orte:
- Vicuña Mackenna
- Maitencillo
- Carrizalillo
- Las Tablas
- Santa Teresa
- Atacama
- Nicolasa
- Chañaral
- Los Burros
- Guzmán
- Tatara
- Los Bronces
- Las Bandurrias
- Playa Mamani
- La Chépica
- Peñas Blancas
- Agua La Zorra
- Carrizal Alto
- Capote